# 斯卡費斯 (加利福尼亞州)
斯卡費斯（英語：Scarface）是位於美國加利福尼亞州莫多克縣的一個非建制地區。該地的面積和人口皆未知。

## 地理
斯卡費斯的座標為41°24′42″N 121°17′42″W / 41.41167°N 121.29500°W，而該地的平均海拔高度為1338米（即4390英尺）。